# Anton Bergmüller
Anton Bergmüller (* 11. Juni 1690 in Türkheim; † nach 1740 in Dillingen an der Donau) war Kistler, Tischler, Schreiner, Menuisier und Kunsthandwerker. Er war der Sohn des Andreas Bergmüller und der Bruder des Dominikus Bergmüller. Er siedelte 1714 nach Dillingen über und gründete dort eine Schreinerwerkstatt. Er führte vermutlich überwiegend Arbeiten für das Fürstbischöfliche Schloss in Dillingen aus. 

## Werke
- St. Peter in Dillingen an der Donau, Kanzel, 1743
- St. Martin in Pfaffenhofen an der Zusam, Auszug des Hochaltars 1705 bis 1710, Bruderschaftsaltar 1724